# Cónclave de 2025
El cónclave de 2025 inició el 7 de mayo de 2025 a las 16:30 (UTC+2) en la Capilla Sixtina, con el fin de elegir al sucesor del papa Francisco, fallecido el lunes 21 de abril de ese año, y, según la doctrina católica, al sucesor de san Pedro y la cabeza terrenal de la Iglesia. Tras la cuarta votación, a las 17:55 del 8 de mayo, los miembros del Colegio Cardenalicio eligieron como el papa número 267 de la Iglesia católica a León XIV (nacido Robert Francis Prevost).

## Antecedentes: muerte del papa Francisco
En febrero y marzo de 2025 se especuló sobre el próximo cónclave después de que Francisco desarrollara una neumonía bilateral. El 21 de abril de 2025, Francisco falleció a la edad de 88 años.
Los cardenales del cónclave pueden seleccionar a cualquier varón católico bautizado, pero desde 1389 siempre han elegido a un cardenal.

## Proceso electivo
Los cardenales mayores de 80 años antes del 21 de abril de 2025 no participaron. Hasta el 6 de mayo de 2025 habían 252 cardenales, de los que 135 tenían menos de 80 años. A estos 135 se les restaron dos, Antonio Cañizares y John Njue, quienes no participaron en el cónclave debido a problemas de salud. Al principio, por razones de salud, se esperaba que Vinko Puljic no asistiera al cónclave, sin embargo, al recibir el alta médica, viajó a Roma y participó.
Según la constitución apostólica Universi Dominici Gregis del papa Juan Pablo II, modificada posteriormente por el motu proprio Normas nonnullas de Benedicto XVI, la sede queda formalmente vacante tras la muerte del pontífice. En ese momento, el decano del Colegio Cardenalicio convoca a todos los cardenales menores de 80 años a presentarse en la Ciudad del Vaticano en un plazo de entre 15 y 20 días.
Durante este periodo —en el que se celebran la novena (también conocida como novenario) y las exequias del papa fallecido— los cardenales residentes en Roma esperan la llegada de sus pares procedentes del extranjero. La normativa establece que los electores tienen al menos 15 días para reunirse, y permite iniciar el cónclave antes si todos los cardenales han llegado, o posponerlo por causas graves, pero en ningún caso más allá de los 20 días posteriores a la declaración de la sede vacante.

## Composición electoral
El día del fallecimiento de Francisco, el Colegio Cardenalicio contaba con un total de 252 miembros, de los cuales 135 eran cardenales electores habilitados para participar en el cónclave. La constitución apostólica Universi Dominici gregis establece un límite máximo de 120 electores, sin embargo, al Francisco sobrepasar este número, el número de electores se extendió, pudiendo votar los 135 cardenales sin prohibición alguna.
De los 133 cardenales electores, 108 fueron creados por el papa Francisco, 20 por Benedicto XVI y 5 por Juan Pablo II. 27 cardenales electores participaron también en el cónclave de 2013 y 5 lo hicieron en el cónclave de 2005.
Cinco de los cardenales electores pertenecian a Iglesias orientales católicas: Luis Rafael I Sako (caldea), Baselios Cleemis (siro-malankar), Berhaneyesus Demerew Souraphiel (etíope), Mykola Bychok (greco-católica ucraniana) y George Koovakad (siro-malabar).
Un total de 33 cardenales pertenecían a institutos religiosos. Cinco eran de la Pía Sociedad de San Francisco de Sales, con cuatro cardenales cada uno estaban la Orden de Frailes Menores y la Compañía de Jesús; con tres la Orden de Frailes Menores Conventuales; y con dos la Orden de Predicadores, la Congregación de la Misión, la Congregación del Santísimo Redentor, y los Misioneros del Verbo Divino. La Orden de San Agustín, la Orden de los Hermanos Menores Capuchinos, la Orden de los Carmelitas Descalzos, la Orden del Císter, el Instituto Secular Pío X, los Misioneros de la Consolata, los Misioneros del Sagrado Corazón, la Congregación de Misioneros de San Carlos Borromeo, y la Congregación del Espíritu Santo tuvieron un cardenal cada uno.
El cardenal Antonio Cañizares, arzobispo emérito de Valencia (España), y el cardenal John Njue, arzobispo emérito de Nairobi, no estuvieron presentes en el cónclave por problemas de salud.
| Estadísticas de los cardenales electores del cónclave de acuerdo a su origen geográfico. |              |
| Italia                                                                                   | 17           |
| Resto de Europa                                                                          | 36           |
| Asia                                                                                     | 23           |
| América del Norte                                                                        | 20           |
| América del Sur                                                                          | 17           |
| África                                                                                   | 18           |
| Oceanía                                                                                  | 4            |
| Total de electores                                                                       | 135          |
| Ausentes                                                                                 | 2 cardenales |

### Papables
Los observadores de las elecciones papales consideran que algunos cardenales tienen más posibilidades de convertirse en Papa que otros: estos son llamados papables.

## Controversias

### Participación del cardenal Becciu
La posible participación del cardenal Giovanni Angelo Becciu en el cónclave de 2025 generó una significativa controversia dentro y fuera del Vaticano. Becciu fue condenado en diciembre de 2023 por malversación de fondos y abuso de poder en relación con una fallida inversión inmobiliaria en Londres, Reino Unido, siendo sentenciado a cinco años y medio de prisión e inhabilitado de forma perpetua para ejercer cargos en la Santa Sede.
A pesar de haber sido despojado de sus derechos cardenalicios por el papa Francisco en 2020, Becciu sostuvo que nunca se le notificó formalmente su exclusión del cónclave y que su participación en un consistorio en 2022 indicaba que sus prerrogativas seguían vigentes.
El Vaticano lo ha catalogado como «no elector», equiparándolo a los cardenales mayores de 80 años, aunque Becciu tenía 76 años en ese momento. El cardenal Pietro Parolin, Secretario de Estado, presentó dos cartas firmadas por el papa Francisco, fechadas en 2023 y marzo de 2025, en las que se expresaba la voluntad de excluir a Becciu del cónclave.
El cardenal anunció el 29 de abril de 2025 que no participaría en el cónclave previsto para el 7 de mayo, aceptando retirarse «por el bien de la Iglesia», tras la presentación de las cartas por parte de los cardenales Parolin y Giovanni Battista Re.

## Cónclave
El 7 de mayo de 2025 comenzó el cónclave para elegir al sucesor de Francisco. Fue presidido por el cardenal Giovanni Battista Re, decano del Colegio Cardenalicio, quien celebró la misa pro eligendo Pontifice (lit. «para la elección del Pontífice») en la basílica de San Pedro a las 10:00 h CEST. Todo el personal de apoyo, como sacristanes, personal médico, ascensoristas y el director de los servicios de seguridad del Vaticano, junto con los oficiales y funcionarios del cónclave, prestaron juramento de secreto el 5 de mayo.
A las 16:30 h, el cónclave comenzó oficialmente con un servicio de oración en la Capilla Paulina, al término del cual los electores entraron en procesión en la Capilla Sixtina entonando la Letanía de los Santos. Una vez allí, se cantó el himno Veni Creator Spiritus («Ven, Espíritu Creador») y los 133 cardenales votantes juraron entonces guardar el secreto. Cada cardenal elector, por orden de antigüedad, colocó sus manos sobre un libro de los Evangelios e hizo la afirmación en voz alta en latín:

Et ego [nombre] Cardinalis [apellido] spondeo, voveo ac iuro. Sic me Deus adiuvet et haec Sancta Dei Evangelia, quae manu mea tango.

Traducción: Y yo, [nombre] Cardenal [apellido], lo prometo, prometo y juro. Así que ayúdame Dios y estos Santos Evangelios que toco con mi mano.

Al prestar juramento, varios cardenales usaron las formas latinas de sus nombres. Diego Ravelli, maestro de ceremonias pontificias, pronunció entonces las palabras «¡Extra omnes!». La entrada a la Capilla Sixtina se cerró a las 17:46, tras lo cual se pudo realizar una única votación del día. El cardenal Raniero Cantalamessa ofreció entonces una reflexión a los cardenales tras su procesión hacia el cónclave.

## Votaciones

### Primer día, miércoles 7 de mayo
- Primera votación: A las 21:01, hora de Roma, sale el humo resultante de la quema del primer escrutinio; el resultado fue negativo (fumata negra).[28][29] Esta fumata se convirtió en la más tardía registrada en un primer día de cónclave desde al menos inicios del siglo XXI, superando la del cónclave de 2005, que ocurrió a las 20:05.[30]

### Segundo día, jueves 8 de mayo

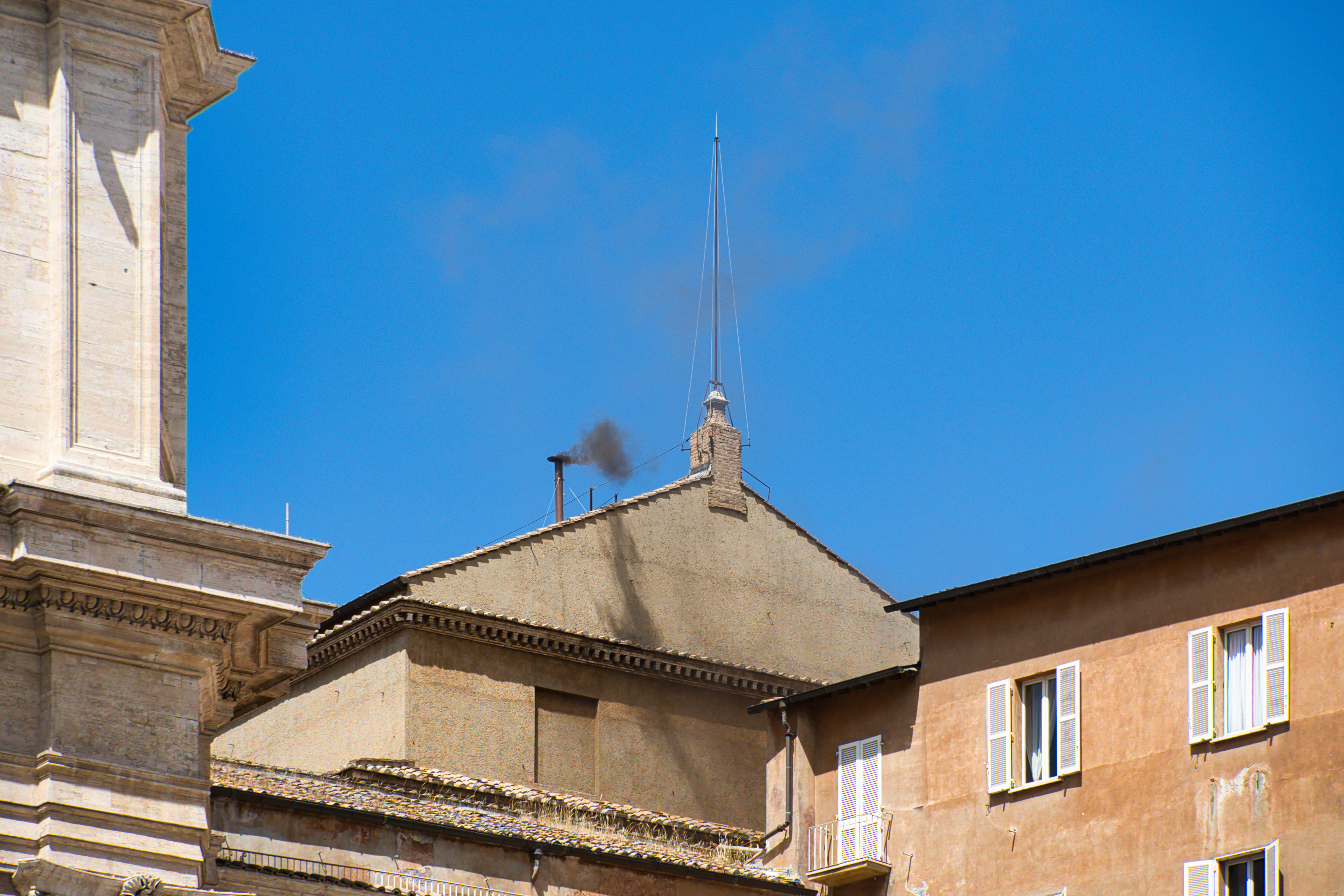
Segunda fumata negra.

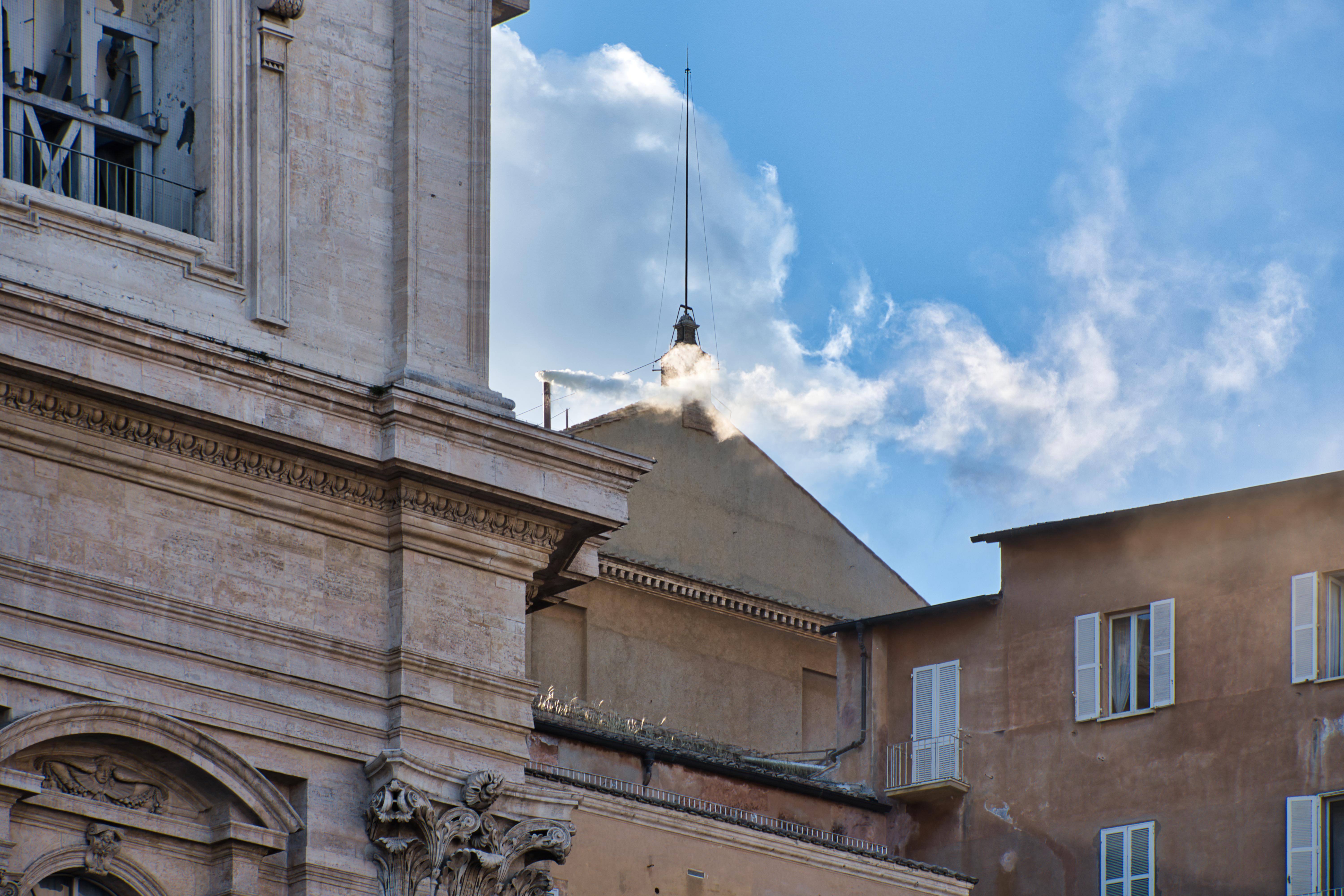
Fumata blanca del 8 de mayo de 2025.

- Segunda fumata negra.Segunda y tercera votación: a las 11:51, hora de Roma, nuevamente se produce fumata negra, por lo que ninguna de las dos votaciones de la jornada matutina dieron por resultado la elección de un pontífice.[31][32][33] Fumata blanca del 8 de mayo de 2025.Cuarta votación: a las 18:07, hora de Roma, se produce una fumata blanca, indicando que un nuevo sumo pontífice ha sido elegido, y marca el comienzo de los preparativos antes de que el nuevo papa comparezca ante todos los feligreses.[34][35]

A las 19:13, el protodiácono Dominique Mamberti pronunció el habemus papam en el cual se reveló que el nuevo papa sería el cardenal estadounidense-peruano Robert Francis Prevost, que tomó por nombre papal de León XIV:

Annuntio vobis gaudium magnum:

Habemus papam;

Eminentissimum ac reverendissimum Dominum, Dominum Robertum Franciscum 

Sanctae Romanae Eccleasiae Cardinalem Prevost.

Qui sibi nomen imposuit Leonem Decimum Quartum.

Es el primer papa perteneciente a la Orden de San Agustín. Pese a que Eugenio IV y otros pontífices estuvieron vinculados estrechamente a la orden agustiniana, no fueron frailes agustinos. Es el primer pontífice norteamericano, nacido en los Estados Unidos, el segundo de procedencia americana y el primer anglófono desde Adriano IV (1154-1159).
Pietro Parolin, como el cardenal obispo de mayor edad presente en la Capilla Sixtina, cumplió con el deber de preguntar al papa electo si aceptaba la elección y cuál sería su nombre papal. Prevost escogió el nombre de León XIV, en evocación a papas anteriores como León I y León XIII, conocidos en su tiempo por su liderazgo y compromiso social, debido, según propias palabras, a que «el Papa León XIII, con su Rerum novarum, abordó la cuestión social en el contexto de la primera revolución industrial. Hoy, la Iglesia debe responder a otra revolución industrial: la de la inteligencia artificial».

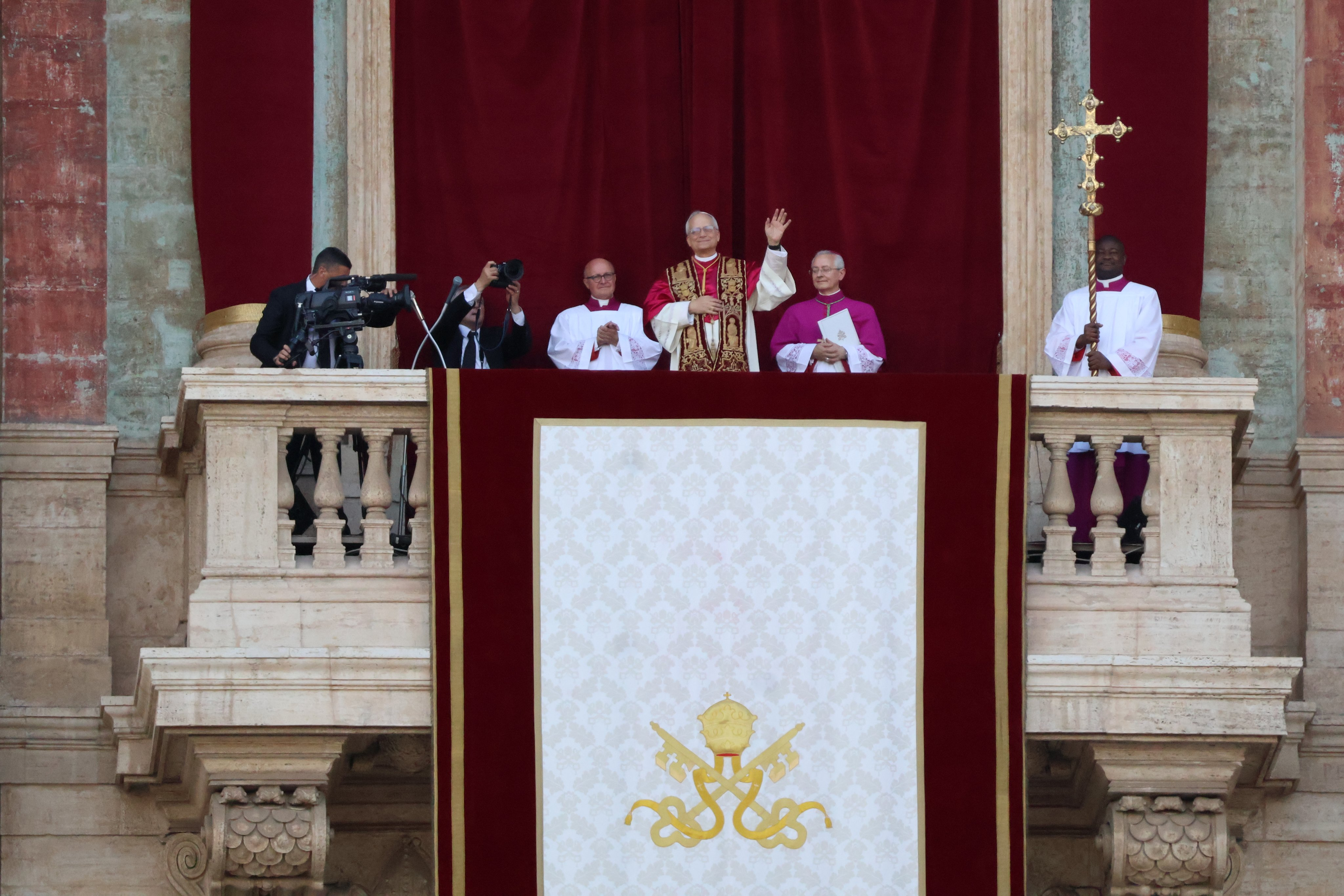
Primera aparición de León XIV desde el balcón de la Logia de la Bendición de la basílica de San Pedro.

En su primera aparición pública, expresó gratitud por el legado de su predecesor, el  papa Francisco, y dirigió un mensaje de paz a todos los pueblos. También se dirigió en español a su antigua diócesis de Chiclayo, mostrando su cercanía con la comunidad latinoamericana. 

La pace sia con tutti voi! Fratelli e sorelle carissimi, questo è il primo saluto del Cristo Risorto, il Buon Pastore, che ha dato la vita per il gregge di Dio. Anch'io vorrei che questo saluto di pace entrasse nel vostro cuore, raggiungesse le vostre famiglie, tutte le persone, ovunque siano, tutti i popoli, tutta la terra. La pace sia con voi! Questa è la pace del Cristo Risorto, una pace disarmata e una pace disarmante, umile e perseverante. Proviene da Dio, Dio che ci ama tutti incondizionatamente. Ancora conserviamo nei nostri orecchi quella voce debole ma sempre coraggiosa di papa Francesco che benediceva Roma, il papa che benediceva Roma, dava la sua benedizione al mondo, al mondo intero, quella mattina del giorno di Pasqua. Consentitemi di dare seguito a quella stessa benedizione: Dio ci vuole bene, Dio vi ama tutti, e il male non prevarrà! Siamo tutti nelle mani di Dio. Pertanto, senza paura, uniti mano nella mano con Dio e tra di noi andiamo avanti! Siamo discepoli di Cristo. Cristo ci precede. Il mondo ha bisogno della sua luce. L'umanità necessita di Lui come del ponte per essere raggiunta da Dio e dal suo amore. Aiutateci anche voi, poi gli uni gli altri a costruire ponti, con il dialogo, con l'incontro, unendoci tutti per essere un solo popolo sempre in pace. Grazie a papa Francesco! Voglio ringraziare anche tutti i confratelli cardinali che hanno scelto me per essere successore di Pietro e camminare insieme a voi, come Chiesa unita cercando sempre la pace, la giustizia, cercando sempre di lavorare come uomini e donne fedeli a Gesù Cristo, senza paura, per proclamare il Vangelo, per essere missionari. Sono un figlio di Sant'Agostino, agostiniano, che ha detto: "Con voi sono cristiano e per voi vescovo". In questo senso possiamo tutti camminare insieme verso quella patria che Dio ci ha preparato. Alla Chiesa di Roma un saluto speciale! Dobbiamo cercare insieme come essere una Chiesa missionaria, una Chiesa che costruisce i ponti, il dialogo, sempre aperta ad accogliere, come questa piazza, con le braccia aperte tutti, tutti coloro che hanno bisogno della nostra carità, della nostra presenza, del dialogo e dell'amore. Y si me permiten también una palabra, un saludo a todos aquellos y en modo particular a mi querida diócesis de Chiclayo en el Perú, donde un pueblo fiel ha acompañado a su obispo, ha compartido su fe y ha dado tanto, tanto, para seguir siendo Iglesia fiel de Jesucristo. A tutti voi, fratelli e sorelle di Roma, d'Italia, di tutto il mondo: vogliamo essere una Chiesa sinodale, una Chiesa che cammina, una Chiesa che cerca sempre la pace, che cerca sempre la carità, che cerca sempre di essere vicino specialmente a coloro che soffrono. Oggi è il giorno della supplica alla Madonna di Pompei. Nostra Madre Maria vuole sempre camminare con noi, stare vicino, aiutarci con la sua intercessione e il suo amore. Allora vorrei pregare insieme a voi. Preghiamo insieme per questa nuova missione, per tutta la Chiesa, per la pace nel mondo e chiediamo questa grazia speciale a Maria, nostra Madre. [Preghiera]
¡La paz sea con todos ustedes! Queridos hermanos y hermanas, este es el primer saludo de Cristo Resucitado, y Buen Pastor, que ha dado la vida por el rebaño de Dios. También yo quisiera que este saludo de paz llegue hasta sus corazones, les alcance a sus familias, a todas las personas, dondequiera que se encuentren, a todos los pueblos, a toda la tierra. ¡La paz esté con ustedes! Esta es la paz de Cristo Resucitado, una paz desarmada y una paz desarmante, humilde y perseverante. Proviene de Dios, Dios que nos ama a todos incondicionalmente. Todavía conservamos en nuestros oídos esa voz débil pero siempre valiente del papa Francisco que bendecía a Roma, el papa que bendecía a Roma, daba también su bendición al mundo, al mundo entero, esa mañana del día Pascua. Permítanme dar continuidad a esa misma bendición: ¡Dios nos ama, Dios los ama a todos, y el mal no prevalecerá! Estamos todos en las manos de Dios. Por lo tanto, sin miedo, unidos mano de la mano con Dios y entre nosotros, ¡vayamos adelante! Seamos discípulos de Cristo. Cristo nos precede. El mundo necesita de su luz. La humanidad necesita de él como el puente para ser alcanzada por Dios y su amor. Ayúdennos también ustedes los unos a los otros a construir puentes, con el diálogo, con el encuentro, uniéndonos todos para ser todos un solo pueblo, siempre en paz. ¡Gracias, papa Francisco! Quisiera agradecer también a todos mis hermanos cardenales que me han elegido para ser el sucesor de Pedro y caminar junto a ustedes, como Iglesia unida, buscando siempre la paz y la justicia, buscando siempre trabajar como hombres y mujeres fieles a Jesucristo, sin miedo, para proclamar el Evangelio, para ser misioneros. Soy hijo de San Agustín, agustino, quien ha dicho: «Con ustedes soy cristiano y para ustedes obispo». En este sentido, podemos todos caminar juntos hacia esa patria la cual Dios nos ha preparado. ¡A la Iglesia de Roma un saludo especial! Tenemos que buscar juntos cómo ser una Iglesia misionera, una Iglesia que construye puentes, de diálogo, siempre abierta a recibir, como esta plaza, con los brazos abiertos a todos, a todos aquellos que tienen necesidad de nuestra caridad, de nuestra presencia, de diálogo y amor. Y si me permiten también una palabra, un saludo a todos aquellos y en modo particular a mi querida diócesis de Chiclayo en el Perú, donde un pueblo fiel ha acompañado a su obispo, ha compartido su fe y ha dado tanto, tanto, para seguir siendo Iglesia fiel de Jesucristo. A todos ustedes, hermanos y hermanas de Roma, de Italia, del todo el mundo: queremos ser una Iglesia sinodal, una Iglesia que camina, una Iglesia que busca siempre la paz, que busca siempre la caridad, que siempre busca estar cerca especialmente de los que sufren. Hoy es el día de la súplica a Nuestra Señora de Pompeya. Nuestra Madre María quiere caminar siempre con nosotros, estar cerca, ayudarnos con su intercesión y su amor. Ahora quisiera rezar junto con ustedes. Recemos juntos por esta nueva misión, por toda la Iglesia, por la paz en el mundo y pidamos esta gracia especial a María, nuestra Madre. [Rezo]
Primer discurso público de León XIV

## Reacciones
El presidente de los Estados Unidos, Donald Trump, felicitó a León XIV por ser el primer ciudadano de los Estados Unidos de América en recibir la investidura papal, y poco después también lo hizo la Embajada de los Estados Unidos en el Perú. A su vez, fue felicitado por la presidenta del Perú, Dina Boluarte, así como por otros políticos del Congreso peruano.
Millones de personas en el Perú celebraron la elección del primer papa peruano (sobre todo en su ciudad adoptiva, Chiclayo) debido a su familiaridad con la cultura de dicho país y la adopción de las tradiciones mestizas locales, siendo tendencia en las redes sociales y la televisión. De igual forma, fue elogiado por el clero de Chiclayo, que preparó misas de acción de gracias en su honor, y por el clero de la ciudad capital, que hizo sonar las campanas de la Catedral Metropolitana de Lima.
En España, el rey, Felipe VI de Borbón, así como el Presidente del Gobierno, Pedro Sánchez, felicitaron al nuevo pontífice, y la Conferencia Episcopal Española honró el hecho de que su pontificado fortalezca la Hispanidad en el mundo.

## Impugnación inmediata de la validez del Cónclave
Tan pronto como se anunció la elección del Cardenal Prevost, los católicos de Roma impugnaron la validez de su elección, alegando que la elección de un hereje formalmente manifiesto está invalidada por la bula del Papa Pablo IV, "Cum ex apostolatus officio", que en el n. 6 de dicha bula sigue vigente, según estos católicos. 
Además, en junio se impugnó el valor jurídico del Cónclave alegando que la Ley Pontificia sobre los Cónclaves prohíbe expresamente que voten más de 120 cardenales electores a la vez.